# L'Atrium (Douala)
L'Atrium est un centre commercial situé à Douala, sur le boulevard Besseke, près de l'ancienne direction des Douanes.

## Historique
L'Atrium a été inauguré le 22 septembre 2015. Elle est la propriété de l'entreprise l’Atrium SA, une entreprise constituée par deux géants de la grande distribution au Cameroun le Groupe Arno et Dee-lite Sarl. 

## Enseignes
L'Atrium a pour principal partenaire SPAR, la chaine de supermarchés d'origine néerlandaise.